# Українські освітні товариства
Українські освітні товариства (УОТ) - місцеві товариства заочної освіти і культурно-мистецької самодіяльності, які діяли в Генерал-губернаторстві в 1940-1944 замість заборонених німецькою владою читалень товариств «Просвіта», «Рідна Хата», «Товариство ім. Качковського». 
За статутом («Перші напрямні для відділу культурної праці») УОТ - це одноступневі організації, підпорядковані окружним українським допомоговим комітетам (УДК), а через них — референтурі культурної праці в УЦК. На практиці УОТ були єдиними леґальними низовими клітинами, які могли об'єднувати всіх українців, провадити широку культурно-освітню працю, створювати різні самодіяльні гуртки тощо; тільки при УОТ могли існувати жіночі гуртки й курені молоді; при них створювалися також дитячі садки.
УОТ були майже в кожній місцевості, в якій жили українці. На початку 1943 їх було до 4 000 з 230 000 членів (у «Просвіті» у Львові було 360 000). Третина УОТ мала власні будинки, 2 200 бібліотеки з 360 000 книг (часто менші, ніж у 1939, бо частину бібліотечних фондів читалень «Просвіти» знищили большевики). При УОТ діяли гуртки: 1770 театральних (вони дали 7 350 вистав), 870 хорових, 670 самодіяльних (стан на початок 1943); курси для неписьменних; діяли жіночі секції, курені молоді тощо. Головами УОТ були переважно місцеві молоді селяни.
УОТ допомагав відділ культпраці при УЦК, який видавав для них програми, матеріали для доповідів, влаштовував вишкільні курси тощо. Посередньою ланкою між УОТ та Відділом культпраці були його референтури при УДК (в Галичині - українські окружні комітети), які мали, зазвичай, кількох постійних культурно-освітніх працівників та інструкторів; референти призначали голів й управи УОТ. Референтури влаштовували також вишкільні курси для УОТ, забезпечували їх належними матеріалами й контролювали їхню працю, організували спільні виступи хорів тощо. Все це нагадувало діяльність довоєнних філій «Просвіти».
Праця УОТ була утруднена воєнними подіями; вона послабла з початком 1943 через виїзд найактивніших членів УОТ на примусову працю до Німеччини й до Дивізії «Галичина»; а з другої половини 1943 - через наближення фронту майже зовсім занепала.